# Hugo Roncal
Hugo Roncal Antezana (Cochabamba, 23 de julio de 1923-La Paz, 12 de agosto de 2005) fue actor, dramaturgo y director cinematográfico; impulsor del cine y documental boliviano junto a Jorge Ruiz, Oscar Soria y Jorge Sanjinés.

## Biografía
Hugo Roncal Antezana nació en la ciudad de Cochabamba en 1923. Radicado en la ciudad de La Paz, se formó como alumno libre en la Escuela de Bellas Artes Hernando Siles (1941 - 1943) bajo la dirección del Maestro Cecilio Guzmán de Rojas. Estudió también en la Escuela Nacional de Arte Escénico (1943 - 1946), en ese entonces dependiente del Ministerio de Educación y Cultura de Bolivia. En 1970, tras finalizar un curso de crítica de cine con Luis Espinal, mostró mayor interés por el cine y la fotografía.
En su primera etapa artística, Roncal incursionó como actor y director de teatro. Fue parte de las compañías de teatro "Raúl Salmón", "Carlos Cervantes", "Lucho Espinoza", "Centenario", “Otto Sirgo”, "Wenceslao Monrroy" y la compañía española "Gonzalo Gobelay" entre otras.

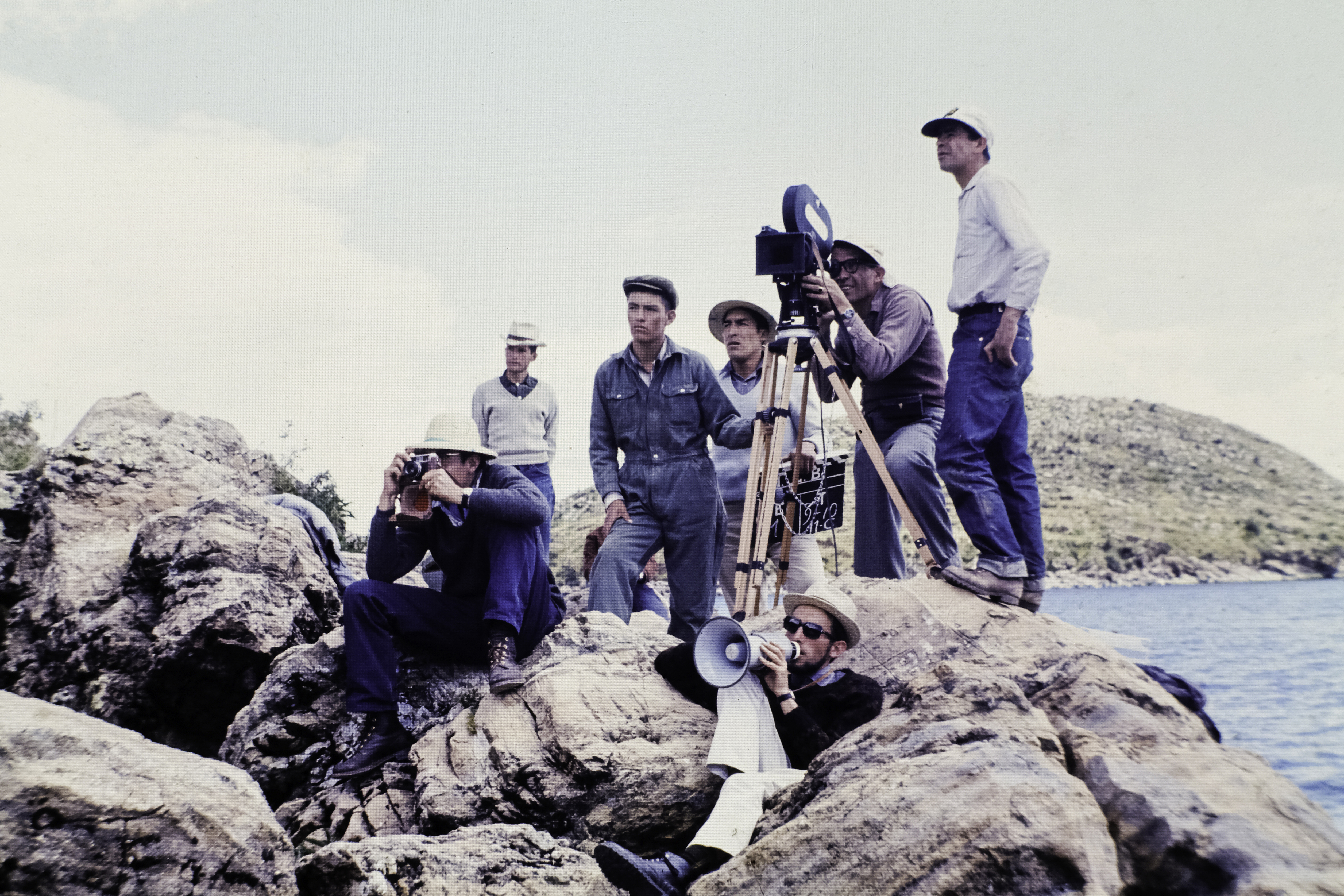
Rodaje de Ukamau (1966)

En la década del 60, Roncal inicia su trayectoria cinematográfica que en la actualidad cuenta con un total de 46 películas. Entre algunas obras importantes están Mina Alaska (1952 - 1968), de Jorge Ruiz, donde se ve a Roncal en dos etapas de su vida actoral. Otra película destacada es Ukamau (1966), de Jorge Sanjinés, en la cual Roncal fue el director de fotografía. Formó parte del Grupo Ukamau junto a Jorge Sanjinés, Oscar Soria, Alberto Villalpando, Jorge Vignati entre otros.
En 1967 fue parte del Centro Audiovisual de USAID, hecho que le permitió filmar el cadáver de Ernesto "Che" Guevara en La Higuera; imágenes que fueron difundidas a nivel mundial. Fue parte también de Bolivia Films, Telecine, Proinca y fue uno de los fundadores del Canal 7 Televisión Boliviana (TVB).
Entre las obras más importantes realizadas por Roncal están El Mundo que Soñamos (1962) y Los Ayoreos (1979). Esta última fue premiada con la Carabela de Plata en 1979 en el ZINEBI (XXI Festival Internacional de Cine Documental y Cortometraje de Bilbao).
En 1981, Roncal junto a Ricardo Rada dirigieron el Taller de Cine de la Universidad Mayor de San Andrés, durante el cual, se filmó el cuento guionizado El Tiempo y los Sueños de Gastón Suárez. Años después, este material sería parte del largometraje inédito y póstumo Cómo duele ser pueblo, cuya restauración y postproducción fue realizada en 2019. 40 años después de haber iniciado su rodaje, y 17 años después de la muerte de su autor, el largometraje fue estrenado en marzo de 2022, en el marco del Festival Internacional De Cine De Oruro.

## Reconocimientos
El año 2004 recibió la máxima condecoración del Municipio de La Paz, el “Honor al Mérito” por su aporte al desarrollo de la ciudad y del departamento de La Paz.
En 2005 recibió la Medalla al Mérito Cultural por parte del Estado boliviano.

## Filmografía[19]

#### Cortometrajes
- Un poquito de diversificación económica, actor (1955)
- En las manos, dirección (1960)
- El mundo que soñamos, dirección (1962)
- Su último viaje, co-dirección con Jorge Ruiz (1969)
- Mutún, dirección (1970)
- Viva Santa Cruz, dirección (1971)
- Puente al progreso, dirección (1972)
- La Virgen de Urcupiña, dirección (1974)
- La gran tarea, dirección (1975)
- Sucre, la ciudad blanca, dirección (1975)
- Iglesias de Bolivia, dirección (1976)
- Lo que guarda la tierra, dirección (1977)
- Tiwanacu, co-dirección con Hugo Boero (1978)
- Samaipata, co-dirección con Hugo Boero (1978)
- Los Ayoreos, dirección (1979)
- Chapé fiesta, dirección (1979)
- La metalurgia en Bolivia, dirección (1979)
- El entierro de Luis Espinal, dirección (1980)[20]

#### Largometrajes
- Detrás de los Andes, actor (1954)
- Ukamau, dirección de fotografía (1966)
- Crimen sin olvido, actor (1968)
- Mina Alaska, actor (1968)
- El sátiro, actor (1970)
- Patria linda, dirección de fotografía (1972)
- Cómo duele ser pueblo, dirección, guion y dirección de fotografía (1981 - 2019) (Estrenada en 2022)